# Койшибек
Койшибе́к (каз. Қойшыбек) — село у складі Єнбекшиказахського району Алматинської області Казахстану. Входить до складу Байтерецького сільського округу.
Населення — 1399 осіб (2021; 1996 у 2009, 978 у 1999, 899 у 1989).